# Veikkausliiga 2014
La Veikkausliiga 2014 fue la octogésima cuarta (84ta) temporada de la Primera División de Finlandia. Fue disputada por los mejores once equipos de la pasada temporada, a los cuales se les sumó el campeón de la Ykkönen 2013, el SJK Seinäjoki.
El campeón defensor, el HJK Helsinki, equipo que venía ganando la competencia durante cinco temporadas de manera consecutiva, logró retener el título y así consagrarse por sexta vez consecutiva y vigésimo séptimo título global.

## Ascenso y descenso
| Pos. | Descendidos de la Veikkausliiga 2013 |
| ---- | ------------------------------------ |
| 12º  | JJK                                  |

| Pos. | Ascendidos de la Ykkönen 2013 |
| ---- | ----------------------------- |
| 1º   | SJK                           |

## Equipos participantes

### Información de los equipos
| Club          | Ciudad      | Estadio                    | Capacidad |
| ------------- | ----------- | -------------------------- | --------- |
| HJK           | Helsinki    | Estadio Sonera             | 10.770    |
| Honka         | Espoo       | Tapiolan Urheilupuisto     | 6.000     |
| Inter Turku   | Turku       | Veritas Stadion            | 10.000    |
| Jaro          | Pietarsaari | Jakobstads Centralplan     | 5.000     |
| KuPS          | Kuopio      | Savon Sanomat Areena       | 5.000     |
| Lahti         | Lahti       | Lahden Stadion             | 15.000    |
| IFK Mariehamn | Mariehamn   | Wiklöf Holding Arena       | 4.000     |
| MyPa          | Kouvola     | Kymenlaakson Sähkö Stadion | 4.167     |
| RoPS          | Rovaniemi   | Rovaniemen keskuskenttä    | 4.000     |
| SJK           | Seinäjoki   | Seinäjoen keskuskenttä     | 5.000     |
| TPS           | Turku       | Veritas Stadion            | 1.0000    |
| VPS           | Vaasa       | Hietalahti Stadium         | 4.600     |

## Sistema de competición
Los doce equipos participantes jugaron entre sí todos contra todos tres veces totalizando 33 partidos cada uno, al término de la jornada 33 el primer clasificado obtuvo un cupo para la segunda ronda de la Liga de Campeones 2015-16, mientras que el segundo y tercer clasificado obtuvieron un cupo para la primera ronda de la Liga Europea 2015-16; por otro lado el último clasificado descendió a la Segunda División 2015
Un tercer cupo para la segunda ronda de la Liga Europea 2015-16 fue asignado al campeón de la Copa de Finlandia.

## Tabla de posiciones
| Pos. | Equipo           | Pts. | PJ | G  | E  | P  | GF | GC | Dif. | Clasificación 2015–16                 |
| ---- | ---------------- | ---- | -- | -- | -- | -- | -- | -- | ---- | ------------------------------------- |
| 1    | HJK              | 69   | 33 | 20 | 9  | 4  | 62 | 25 | +37  | Segunda ronda de la Liga de Campeones |
| 2    | SJK              | 59   | 33 | 16 | 11 | 6  | 40 | 26 | +14  | Primera ronda de la Liga Europea      |
| 3    | Lahti            | 58   | 33 | 15 | 13 | 5  | 45 | 23 | +22  | Primera ronda de la Liga Europea      |
| 4    | VPS              | 48   | 33 | 13 | 9  | 11 | 39 | 34 | +5   | Primera ronda de la Liga Europea      |
| 5    | IFK Mariehamn    | 48   | 33 | 14 | 6  | 13 | 49 | 55 | −6   |                                       |
| 6    | Jaro Pietarsaari | 44   | 33 | 12 | 8  | 13 | 47 | 47 | 0    |                                       |
| 7    | KuPS             | 44   | 33 | 11 | 11 | 11 | 44 | 44 | 0    |                                       |
| 8    | MyPa             | 39   | 33 | 10 | 9  | 14 | 41 | 54 | −13  | Descenso a Ykkönen 2015               |
| 9    | RoPS             | 38   | 33 | 11 | 5  | 17 | 37 | 41 | −4   |                                       |
| 10   | Inter Turku      | 36   | 33 | 8  | 12 | 13 | 42 | 47 | −5   |                                       |
| 11   | Honka            | 31   | 33 | 6  | 13 | 14 | 38 | 57 | −19  | Descenso a Kakkonen 2015              |
| 12   | TPS              | 24   | 33 | 6  | 6  | 21 | 29 | 60 | −31  | Descenso a Ykkönen 2015               |

Actualizado a los partidos jugados el 26 de octubre de 2014.
 Fuente: Soccerway
Notas:
1. ↑  MyPa se le negó una licencia para la temporada 2015 y descendieron a la Ykkönen 2015, el equipo más tarde suspendió todas sus actividades
2. ↑  Honka se le negó una licencia, jugaran en Kakkonen  2015

## Tabla de resultados cruzados
| Local \ Visitante | HJK | HON | INT | JAR | KUP | LAH | MAR | MYP | ROP | SJK | TPS | VPS |
| ----------------- | --- | --- | --- | --- | --- | --- | --- | --- | --- | --- | --- | --- |
| HJK               | —   | 2–2 | 2–0 | 1–0 | 3–1 | 0–0 | 1–0 | 4–0 | 3–0 | 1–0 | 0–1 | 3–0 |
| Honka             | 1–1 | —   | 3–1 | 1–1 | 2–2 | 1–0 | 2–2 | 1–2 | 1–0 | 1–1 | 1–1 | 1–2 |
| Inter Turku       | 0–2 | 2–2 | —   | 0–1 | 1–1 | 0–1 | 0–2 | 1–0 | 4–1 | 2–1 | 2–1 | 0–0 |
| Jaro Pietarsaari  | 0–2 | 3–3 | 0–2 | —   | 3–2 | 2–1 | 1–0 | 1–1 | 1–1 | 0–1 | 2–0 | 1–0 |
| KuPS              | 2–2 | 2–0 | 4–2 | 1–4 | —   | 0–2 | 4–0 | 1–0 | 1–0 | 0–0 | 1–0 | 0–1 |
| Lahti             | 3–1 | 2–0 | 0–0 | 1–0 | 0–1 | —   | 1–1 | 3–0 | 1–0 | 1–1 | 2–0 | 1–1 |
| IFK Mariehamn     | 0–2 | 4–1 | 2–2 | 1–3 | 3–1 | 0–0 | —   | 2–1 | 2–0 | 2–2 | 3–1 | 0–3 |
| MyPa              | 0–1 | 4–3 | 1–1 | 3–2 | 2–0 | 1–1 | 3–0 | —   | 1–1 | 1–3 | 4–1 | 1–1 |
| RoPS              | 0–1 | 2–1 | 1–0 | 2–1 | 3–1 | 0–1 | 1–3 | 0–1 | —   | 1–1 | 3–0 | 0–2 |
| SJK               | 2–0 | 0–0 | 2–2 | 0–1 | 2–0 | 1–1 | 3–0 | 1–0 | 1–0 | —   | 2–1 | 0–3 |
| TPS               | 1–4 | 0–1 | 1–6 | 2–2 | 0–3 | 0–1 | 0–1 | 3–0 | 0–2 | 2–0 | —   | 0–0 |
| VPS               | 0–2 | 3–0 | 1–0 | 3–3 | 1–1 | 1–3 | 1–2 | 4–0 | 2–0 | 0–1 | 1–0 | —   |

| Local \ Visitante | HJK | HON | INT | JAR | KUP | LAH | MAR | MYP | ROP | SJK | TPS | VPS |
| ----------------- | --- | --- | --- | --- | --- | --- | --- | --- | --- | --- | --- | --- |
| HJK               | —   | 1–1 | —   | —   | 2–2 | —   | 5–1 | 2–0 | —   | 2–0 | 5–0 | —   |
| Honka             | —   | —   | 2–1 | 0–5 | —   | 1–1 | 1–1 | 2–0 | 0–2 | —   | —   | —   |
| Inter Turku       | 3–3 | —   | —   | —   | 0–0 | —   | —   | —   | —   | 1–1 | 3–2 | 3–0 |
| Jaro Pietarsaari  | 1–4 | —   | 2–0 | —   | —   | 0–4 | —   | —   | —   | —   | 1–1 | 1–2 |
| KuPS              | —   | 2–0 | —   | 1–1 | —   | 1–1 | 1–3 | —   | 1–0 | —   | —   | —   |
| Lahti             | 0–2 | —   | 0–0 | —   | —   | —   | —   | —   | 3–4 | 1–1 | 2–0 | 4–1 |
| IFK Mariehamn     | —   | —   | 3–1 | 4–2 | —   | 0–1 | —   | 3–1 | 2–4 | —   | —   | —   |
| MyPa              | —   | —   | 2–2 | 2–1 | 5–3 | 2–2 | —   | —   | —   | —   | 2–1 | 0–0 |
| RoPS              | 0–0 | —   | 3–0 | 0–1 | —   | —   | —   | 0–0 | —   | 1–2 | —   | —   |
| SJK               | —   | 2–1 | —   | 1–0 | 0–0 | —   | 3–0 | 3–1 | —   | —   | —   | —   |
| TPS               | —   | 2–1 | —   | —   | 1–1 | —   | 3–1 | —   | 4–2 | 0–1 | —   | —   |
| VPS               | 1–1 | 3–1 | —   | —   | 0–3 | —   | —   | —   | 2–0 | 0–1 | 0–0 | —   |

| 1. 2. |

## Partidos

#### Primera vuelta
| TPS Turku         | 0 - 1 | Honka Espoo   | 12 de abril | Veritas Stadion            |
| RoPS Rovaniemi    | 1 - 1 | SJK Seinäjoki | 12 de abril | Rovaniemen keskuskenttä    |
| HJK Helsinki      | 3 - 1 | KuPS Kuopio   | 12 de abril | Estadio Sonera             |
| FF Jaro           | 0 - 2 | Inter Turku   | 13 de abril | Jakobstads Centralplan     |
| IFK Mariehamn     | 1 - 0 | VPS Vaasa     | 13 de abril | Wiklöf Holding Arena       |
| MyPa Anjalankoski | 1 - 1 | FC Lahti      | 13 de abril | Kymenlaakson Sähkö Stadion |

| FC Lahti      | 3 - 1 | HJK Helsinki      | 19 de abril | Lahden Stadion         |
| Honka Espoo   | 1 - 2 | MyPa Anjalankoski | 19 de abril | Tapiolan Urheilupuisto |
| VPS Vaasa     | 1 - 0 | TPS Turku         | 19 de abril | Hietalahti Stadium     |
| IFK Mariehamn | 2 - 0 | RoPS Rovaniemi    | 19 de abril | Wiklöf Holding Arena   |
| Inter Turku   | 2 - 1 | SJK Seinäjoki     | 19 de abril | Veritas Stadion        |
| KuPS Kuopio   | 1 - 4 | FF Jaro           | 19 de abril | Savon Sanomat Areena   |

| HJK Helsinki      | 2 - 2 | Honka Espoo   | 22 de abril | Estadio Sonera             |
| FF Jaro           | 2 - 1 | FC Lahti      | 23 de abril | Jakobstads Centralplan     |
| SJK Seinäjoki     | 2 - 0 | KuPS Kuopio   | 23 de abril | Seinäjoen keskuskenttä     |
| TPS Turku         | 0 - 1 | IFK Mariehamn | 23 de abril | Veritas Stadion            |
| MyPa Anjalankoski | 1 - 1 | VPS Vaasa     | 23 de abril | Kymenlaakson Sähkö Stadion |
| RoPS Rovaniemi    | 1 - 0 | Inter Turku   | 23 de abril | Rovaniemen keskuskenttä    |

| HJK Helsinki   | 0 - 1 | TPS Turku         | 26 de abril  | Estadio Sonera          |
| Honka Espoo    | 3 - 1 | Inter Turku       | 27 de abril  | Tapiolan Urheilupuisto  |
| IFK Mariehamn  | 1 - 3 | FF Jaro           | 27 de abril  | Wiklöf Holding Arena    |
| KuPS Kuopio    | 0 - 2 | FC Lahti          | 27 de abril  | Savon Sanomat Areena    |
| RoPS Rovaniemi | 0 - 1 | MyPa Anjalankoski | 27 de abril  | Rovaniemen keskuskenttä |
| VPS Vaasa      | 0 - 1 | SJK Seinäjoki     | 17 de agosto | Hietalahti Stadium      |

| TPS Turku     | 0 - 2 | RoPS Rovaniemi    | 3 de mayo | Veritas Stadion        |
| Honka Espoo   | 1 - 1 | FF Jaro           | 4 de mayo | Tapiolan Urheilupuisto |
| VPS Vaasa     | 0 - 2 | HJK Helsinki      | 4 de mayo | Hietalahti Stadium     |
| IFK Mariehamn | 2 - 1 | MyPa Anjalankoski | 4 de mayo | Wiklöf Holding Arena   |
| Inter Turku   | 1 - 1 | KuPS Kuopio       | 4 de mayo | Veritas Stadion        |
| FC Lahti      | 1 - 1 | SJK Seinäjoki     | 4 de mayo | Lahden Stadion         |

| HJK Helsinki      | 1 - 0 | IFK Mariehamn  | 8 de mayo | Estadio Sonera             |
| FF Jaro           | 1 - 0 | VPS Vaasa      | 8 de mayo | Jakobstads Centralplan     |
| SJK Seinäjoki     | 0 - 0 | Honka Espoo    | 8 de mayo | Seinäjoen keskuskenttä     |
| KuPS Kuopio       | 1 - 0 | RoPS Rovaniemi | 8 de mayo | Savon Sanomat Areena       |
| MyPa Anjalankoski | 4 - 1 | TPS Turku      | 8 de mayo | Kymenlaakson Sähkö Stadion |
| FC Lahti          | 0 - 0 | Inter Turku    | 8 de mayo | Lahden Stadion             |

| Honka Espoo       | 1 - 0 | FC Lahti      | 12 de mayo | Tapiolan Urheilupuisto     |
| VPS Vaasa         | 1 - 1 | KuPS Kuopio   | 12 de mayo | Hietalahti Stadium         |
| IFK Mariehamn     | 2 - 2 | Inter Turku   | 12 de mayo | Wiklöf Holding Arena       |
| TPS Turku         | 2 - 0 | SJK Seinäjoki | 12 de mayo | Veritas Stadion            |
| MyPa Anjalankoski | 3 - 2 | FF Jaro       | 12 de mayo | Kymenlaakson Sähkö Stadion |
| RoPS Rovaniemi    | 0 - 1 | HJK Helsinki  | 12 de mayo | Rovaniemen keskuskenttä    |

| HJK Helsinki  | 4 - 0 | MyPa Anjalankoski | 16 de mayo | Estadio Sonera         |
| FF Jaro       | 2 - 0 | TPS Turku         | 17 de mayo | Jakobstads Centralplan |
| SJK Seinäjoki | 3 - 0 | IFK Mariehamn     | 17 de mayo | Seinäjoen keskuskenttä |
| Inter Turku   | 0 - 0 | VPS Vaasa         | 17 de mayo | Veritas Stadion        |
| KuPS Kuopio   | 2 - 0 | Honka Espoo       | 17 de mayo | Savon Sanomat Areena   |
| FC Lahti      | 1 - 0 | RoPS Rovaniemi    | 17 de mayo | Lahden Stadion         |

| Honka Espoo       | 2 - 2 | IFK Mariehamn  | 23 de mayo | Tapiolan Urheilupuisto     |
| VPS Vaasa         | 2 - 0 | RoPS Rovaniemi | 23 de mayo | Hietalahti Stadium         |
| SJK Seinäjoki     | 0 - 1 | FF Jaro        | 23 de mayo | Seinäjoen keskuskenttä     |
| MyPa Anjalankoski | 2 - 0 | KuPS Kuopio    | 23 de mayo | Kymenlaakson Sähkö Stadion |
| FC Lahti          | 2 - 0 | TPS Turku      | 23 de mayo | Lahden Stadion             |
| Inter Turku       | 0 - 2 | HJK Helsinki   | 4 de junio | Veritas Stadion            |

| HJK Helsinki      | 1 - 0 | SJK Seinäjoki | 26 de mayo | Estadio Sonera             |
| VPS Vaasa         | 3 - 0 | Honka Espoo   | 26 de mayo | Hietalahti Stadium         |
| IFK Mariehamn     | 0 - 0 | FC Lahti      | 26 de mayo | Wiklöf Holding Arena       |
| TPS Turku         | 0 - 3 | KuPS Kuopio   | 26 de mayo | Veritas Stadion            |
| MyPa Anjalankoski | 1 - 1 | Inter Turku   | 26 de mayo | Kymenlaakson Sähkö Stadion |
| RoPS Rovaniemi    | 2 - 1 | FF Jaro       | 26 de mayo | Rovaniemen keskuskenttä    |

| SJK Seinäjoki | 1 - 0 | MyPa Anjalankoski | 4 de junio | Seinäjoen keskuskenttä |
| Honka Espoo   | 1 - 0 | RoPS Rovaniemi    | 8 de junio | Tapiolan Urheilupuisto |
| FF Jaro       | 0 - 2 | HJK Helsinki      | 8 de junio | Jakobstads Centralplan |
| Inter Turku   | 2 - 1 | TPS Turku         | 8 de junio | Veritas Stadion        |
| KuPS Kuopio   | 4 - 0 | IFK Mariehamn     | 8 de junio | Savon Sanomat Areena   |
| FC Lahti      | 1 - 1 | VPS Vaasa         | 8 de junio | Lahden Stadion         |

#### Segunda vuelta
| TPS Turku         | 3 - 1 | IFK Mariehamn | 11 de junio | Veritas Stadion            |
| FF Jaro           | 2 - 0 | Inter Turku   | 11 de junio | Jakobstads Centralplan     |
| Honka Espoo       | 1 - 1 | FF Lahti      | 11 de junio | Tapiolan Urheilupuisto     |
| RoPS Rovaniemi    | 0 - 0 | HJK Helsinki  | 11 de junio | Rovaniemen keskuskenttä    |
| MyPa Anjalankoski | 1 - 3 | SJK Seinäjoki | 11 de junio | Kymenlaakson Sähkö Stadion |
| VPS Vaasa         | 0 - 3 | KuPS Kuopio   | 11 de junio | Hietalahti Stadium         |

| FC Lahti      | 2 - 0 | TPS Turku         | 4 de junio  | Lahden Stadion         |
| HJK Helsinki  | 3 - 0 | VPS Vaasa         | 14 de junio | Estadio Sonera         |
| Inter Turku   | 1 - 0 | MyPa Anjalankoski | 15 de junio | Veritas Stadion        |
| SJK Seinäjoki | 1 - 0 | RoPS Rovaniemi    | 15 de junio | Seinäjoen keskuskenttä |
| KuPS Kuopio   | 2 - 0 | Honka Espoo       | 15 de junio | Savon Sanomat Areena   |
| IFK Mariehamn | 4 - 2 | FF Jaro           | 15 de junio | Wiklöf Holding Arena   |

| RoPS Rovaniemi | 3 - 0 | Inter Turku       | 18 de junio | Rovaniemen keskuskenttä |
| FF Jaro        | 1 - 1 | MyPa Anjalankoski | 18 de junio | Jakobstads Centralplan  |
| IFK Mariehamn  | 0 - 1 | FF Lahti          | 18 de junio | Wiklöf Holding Arena    |
| TPS Turku      | 1 - 1 | KuPS Kuopio       | 18 de junio | Veritas Stadion         |
| VPS Vaasa      | 0 - 1 | SJK Seinäjoki     | 18 de junio | Hietalahti Stadium      |
| Honka Espoo    | 1 - 1 | HJK Helsinki      | 18 de junio | Tapiolan Urheilupuisto  |

| HJK Helsinki      | 5 - 0 | TPS Turku      | 23 de junio | Estadio Sonera             |
| KuPS Kuopio       | 1 - 3 | IFK Mariehamn  | 23 de junio | Savon Sanomat Areena       |
| MyPa Anjalankoski | 1 - 1 | RoPS Rovaniemi | 23 de junio | Kymenlaakson Sähkö Stadion |
| Inter Turku       | 3 - 0 | VPS Vaasa      | 23 de junio | Veritas Stadion            |
| SJK Seinäjoki     | 2 - 1 | Honka Espoo    | 23 de junio | Seinäjoen keskuskenttä     |
| FC Lahti          | 1 - 0 | FF Jaro        | 24 de junio | Lahden Stadion             |

| Honka Espoo   | 2 - 1 | Inter Turku       | 27 de junio | Tapiolan Urheilupuisto |
| VPS Vaasa     | 4 - 0 | MyPa Anjalankoski | 27 de junio | Hietalahti Stadium     |
| IFK Mariehamn | 0 - 2 | HJK Helsinki      | 27 de junio | Wiklöf Holding Arena   |
| TPS Turku     | 0 - 1 | SJK Seinäjoki     | 27 de junio | Veritas Stadion        |
| FF Jaro       | 1 - 1 | RoPS Rovaniemi    | 27 de junio | Jakobstads Centralplan |
| FC Lahti      | 0 - 1 | KuPS Kuopio       | 27 de junio | Lahden Stadion         |

| RoPS Rovaniemi    | 0 - 2 | VPS Vaasa     | 6 de abril | Rovaniemen keskuskenttä    |
| MyPa Anjalankoski | 4 - 3 | Honka Espoo   | 6 de abril | Kymenlaakson Sähkö Stadion |
| SJK Seinäjoki     | 3 - 0 | IFK Mariehamn | 2 de julio | Seinäjoen keskuskenttä     |
| KuPS Kuopio       | 1 - 1 | FF Jaro       | 2 de julio | Savon Sanomat Areena       |
| HJK Helsinki      | 0 - 0 | FF Lahti      | 2 de julio | Estadio Sonera             |
| Inter Turku       | 3 - 2 | TPS Turku     | 2 de julio | Veritas Stadion            |

| FF Jaro       | 1 - 2 | VPS Vaasa         | 6 de julio | Jakobstads Centralplan |
| IFK Mariehamn | 3 - 1 | Inter Turku       | 6 de julio | Wiklöf Holding Arena   |
| Honka Espoo   | 0 - 2 | RoPS Rovaniemi    | 6 de julio | Tapiolan Urheilupuisto |
| KuPS Kuopio   | 2 - 2 | HJK Helsinki      | 6 de julio | Savon Sanomat Areena   |
| FC Lahti      | 1 - 1 | SJK Seinäjoki     | 7 de julio | Lahden Stadion         |
| TPS Turku     | 3 - 0 | MyPa Anjalankoski | 7 de julio | Veritas Stadion        |

| HJK Helsinki      | 1 - 0 | FF Jaro       | 6 de abril  | Estadio Sonera             |
| SJK Seinäjoki     | 0 - 0 | KuPS Kuopio   | 12 de julio | Seinäjoen keskuskenttä     |
| RoPS Rovaniemi    | 3 - 0 | TPS Turku     | 13 de julio | Rovaniemen keskuskenttä    |
| MyPa Anjalankoski | 3 - 0 | IFK Mariehamn | 13 de julio | Kymenlaakson Sähkö Stadion |
| VPS Vaasa         | 3 - 1 | Honka Espoo   | 13 de julio | Hietalahti Stadium         |
| Inter Turku       | 0 - 1 | FF Lahti      | 14 de julio | Veritas Stadion            |

| HJK Helsinki  | 2 - 0 | SJK Seinäjoki     | 19 de julio | Estadio Sonera         |
| KuPS Kuopio   | 4 - 2 | Inter Turku       | 20 de julio | Savon Sanomat Areena   |
| FC Lahti      | 3 - 0 | MyPa Anjalankoski | 20 de julio | Lahden Stadion         |
| IFK Mariehamn | 2 - 4 | RoPS Rovaniemi    | 20 de julio | Wiklöf Holding Arena   |
| TPS Turku     | 0 - 0 | VPS Vaasa         | 20 de julio | Veritas Stadion        |
| Honka Espoo   | 0 - 5 | FF Jaro           | 20 de julio | Tapiolan Urheilupuisto |

| FF Jaro           | 0 - 1 | SJK Seinäjoki | 26 de julio | Jakobstads Centralplan     |
| Inter Turku       | 3 - 3 | HJK Helsinki  | 26 de julio | Veritas Stadion            |
| Honka Espoo       | 1 - 1 | TPS Turku     | 27 de julio | Tapiolan Urheilupuisto     |
| VPS Vaasa         | 1 - 2 | IFK Mariehamn | 27 de julio | Hietalahti Stadium         |
| RoPS Rovaniemi    | 0 - 1 | FC Lahti      | 27 de julio | Rovaniemen keskuskenttä    |
| MyPa Anjalankoski | 5 - 3 | KuPS Kuopio   | 27 de julio | Kymenlaakson Sähkö Stadion |

#### Tercera vuelta
| MyPA Anjalankoski | 0 - 1 | HJK Helsinki  | 2 de agosto | Kymenlaakson Sähkö Stadion |
| SJK Seinäjoki     | 2 - 2 | Inter Turku   | 3 de agosto | Seinäjoen keskuskenttä     |
| RoPS Rovaniemi    | 3 - 1 | KuPS Kuopio   | 3 de agosto | Rovaniemen keskuskenttä    |
| VPS Vaasa         | 1 - 3 | FC Lahti      | 3 de agosto | Hietalahti Stadium         |
| Honka Espoo       | 1 - 1 | IFK Mariehamn | 3 de agosto | Tapiolan Urheilupuisto     |
| TPS Turku         | 2 - 2 | FF Jaro       | 4 de agosto | Veritas Stadion            |

| Inter Turku   | 1 - 1 | SJK Seinäjoki     | 9 de agosto   | Veritas Stadion        |
| KuPS Kuopio   | 1 - 0 | RoPS Rovaniemi    | 10 de agosto  | Savon Sanomat Areena   |
| FC Lahti      | 4 - 1 | VPS Vaasa         | 10 de agosto  | Lahden Stadion         |
| IFK Mariehamn | 4 - 1 | Honka Espoo       | 10 de agosto  | Wiklöf Holding Arena   |
| FF Jaro       | 1 - 1 | TPS Turku         | 10 de agosto  | Jakobstads Centralplan |
| HJK Helsinki  | 2 - 0 | MyPa Anjalankoski | 16 de octubre | Estadio Sonera         |

| TPS Turku     | 2 - 1 | Honka Espoo       | 13 de agosto | Veritas Stadion        |
| IFK Mariehamn | 1 - 0 | VPS Vaasa         | 13 de agosto | Wiklöf Holding Arena   |
| FC Lahti      | 3 - 4 | RoPS Rovaniemi    | 13 de agosto | Lahden Stadion         |
| KuPS Kuopio   | 1 - 0 | MyPa Anjalankoski | 13 de agosto | Savon Sanomat Areena   |
| HJK Helsinki  | 2 - 0 | Inter Turku       | 13 de agosto | Estadio Sonera         |
| SJK Seinäjoki | 1 - 0 | FF Jaro           | 13 de agosto | Seinäjoen keskuskenttä |

| MyPa Anjalankoski | 2 - 2 | FC Lahti      | 24 de agosto | Kymenlaakson Sähkö Stadion |
| RoPS Rovaniemi    | 1 - 3 | IFK Mariehamn | 24 de agosto | Rovaniemen keskuskenttä    |
| FF Jaro           | 3 - 3 | Honka Espoo   | 24 de agosto | Jakobstads Centralplan     |
| SJK Seinäjoki     | 2 - 0 | HJK Helsinki  | 24 de agosto | Seinäjoen keskuskenttä     |
| VPS Vaasa         | 0 - 0 | TPS Turku     | 25 de agosto | Hietalahti Stadium         |
| Inter Turku       | 0 - 0 | KuPS Kuopio   | 25 de agosto | Veritas Stadion            |

| TPS Turku     | 4 - 2 | RoPS Rovaniemi    | 31 de agosto | Veritas Stadion        |
| IFK Mariehamn | 3 - 1 | MyPa Anjalankoski | 31 de agosto | Wiklöf Holding Arena   |
| FC Lahti      | 0 - 0 | Inter Turku       | 31 de agosto | Lahden Stadion         |
| KuPS Kuopio   | 0 - 0 | SJK Seinäjoki     | 31 de agosto | Savon Sanomat Areena   |
| Honka Espoo   | 1 - 2 | VPS Vaasa         | 31 de agosto | Tapiolan Urheilupuisto |
| FF Jaro       | 1 - 4 | HJK Helsinki      | 31 de agosto | Jakobstads Centralplan |

| HJK Helsinki      | 2 - 2 | KuPS Kuopio   | 12 de septiembre | Estadio Sonera             |
| SJK Seinäjoki     | 1 - 1 | FC Lahti      | 13 de septiembre | Seinäjoen keskuskenttä     |
| Inter Turku       | 0 - 2 | IFK Mariehamn | 13 de septiembre | Veritas Stadion            |
| MyPa Anjalankoski | 2 - 1 | TPS Turku     | 14 de septiembre | Kymenlaakson Sähkö Stadion |
| RoPS Rovaniemi    | 2 - 1 | Honka Espoo   | 14 de septiembre | Rovaniemen keskuskenttä    |
| VPS Vaasa         | 3 - 3 | FF Jaro       | 14 de septiembre | Hietalahti Stadium         |

| TPS Turku     | 1 - 6 | Inter Turku       | 17 de septiembre | Veritas Stadion        |
| IFK Mariehamn | 2 - 2 | SJK Seinäjoki     | 17 de septiembre | Wiklöf Holding Arena   |
| VPS Vaasa     | 2 - 0 | RoPS Rovaniemi    | 17 de septiembre | Hietalahti Stadium     |
| Honka Espoo   | 2 - 0 | MyPa Anjalankoski | 17 de septiembre | Tapiolan Urheilupuisto |
| FF Jaro       | 3 - 2 | KuPS Kuopio       | 19 de septiembre | Jakobstads Centralplan |
| FC Lahti      | 0 - 2 | HJK Helsinki      | 25 de septiembre | Lahden Stadion         |

| MyPa Anjalankoski | 0 - 0 | VPS Vaasa     | 21 de noviembre  | Kymenlaakson Sähkö Stadion |
| HJK Helsinki      | 5 - 1 | IFK Mariehamn | 21 de noviembre  | Estadio Sonera             |
| SJK Seinäjoki     | 2 - 1 | TPS Turku     | 21 de noviembre  | Seinäjoen keskuskenttä     |
| Inter Turku       | 2 - 2 | Honka Espoo   | 22 de septiembre | Veritas Stadion            |
| RoPS Rovaniemi    | 0 - 1 | FF Jaro       | 22 de septiembre | Rovaniemen keskuskenttä    |
| KuPS Kuopio       | 1 - 1 | FC Lahti      | 22 de septiembre | Savon Sanomat Areena       |

| TPS Turku      | 1 - 4 | HJK Helsinki      | 28 de septiembre | Veritas Stadion         |
| RoPS Rovaniemi | 0 - 0 | MyPa Anjalankoski | 28 de septiembre | Rovaniemen keskuskenttä |
| IFK Mariehamn  | 3 - 1 | KuPS Kuopio       | 28 de septiembre | Wiklöf Holding Arena    |
| VPS Vaasa      | 1 - 0 | Inter Turku       | 28 de septiembre | Hietalahti Stadium      |
| Honka Espoo    | 1 - 1 | SJK Seinäjoki     | 28 de septiembre | Tapiolan Urheilupuisto  |
| FF Jaro        | 0 - 4 | FC Lahti          | 28 de septiembre | Jakobstads Centralplan  |

| HJK Helsinki      | 1 - 1 | Honka Espoo    | 5 de octubre | Estadio Sonera             |
| Inter Turku       | 4 - 1 | RoPS Rovaniemi | 5 de octubre | Veritas Stadion            |
| MyPa Anjalankoski | 2 - 1 | FF Jaro        | 5 de octubre | Kymenlaakson Sähkö Stadion |
| FC Lahti          | 1 - 1 | IFK Mariehamn  | 5 de octubre | Lahden Stadion             |
| KuPS Kuopio       | 1 - 0 | TPS Turku      | 5 de octubre | Savon Sanomat Areena       |
| SJK Seinäjoki     | 0 - 3 | VPS Vaasa      | 5 de octubre | Hietalahti Stadium         |

| TPS Turku         | 0 - 1 | FC Lahti      | 18 de octubre | Veritas Stadion            |
| RoPS Rovaniemi    | 1 - 2 | SJK Seinäjoki | 18 de octubre | Rovaniemen keskuskenttä    |
| Honka Espoo       | 2 - 2 | KuPS Kuopio   | 18 de octubre | Tapiolan Urheilupuisto     |
| FF Jaro           | 1 - 0 | IFK Mariehamn | 18 de octubre | Jakobstads Centralplan     |
| MyPa Anjalankoski | 2 - 2 | Inter Turku   | 19 de octubre | Kymenlaakson Sähkö Stadion |
| VPS Vaasa         | 1 - 1 | HJK Helsinki  | 19 de octubre | Hietalahti Stadium         |

| Inter Turku   | 0 - 1 | FF Jaro           | 25 de octubre | Veritas Stadion        |
| IFK Mariehamn | 3 - 1 | TPS Turku         | 25 de octubre | Wiklöf Holding Arena   |
| FC Lahti      | 2 - 0 | Honka Espoo       | 25 de octubre | Lahden Stadion         |
| KuPS Kuopio   | 0 - 1 | VPS Vaasa         | 25 de octubre | Savon Sanomat Areena   |
| SJK Seinäjoki | 3 - 1 | MyPa Anjalankoski | 25 de octubre | Seinäjoen keskuskenttä |
| HJK Helsinki  | 0 - 3 | RoPS Rovaniemi    | 26 de octubre | Estadio Sonera         |

## Tabla de goleadores
| Pos. | Jugador              | Club          | Goles |
| ---- | -------------------- | ------------- | ----- |
| 1    | Jonas Emet           | Jaro          | 14    |
| 1    | Luis Emilio Solignac | IFK Mariehamn | 14    |
| 3    | Rafael               | Lahti         | 13    |
| 4    | Diego Assis          | IFK Mariehamn | 11    |
| 4    | Petteri Forsell      | IFK Mariehamn | 11    |
| 4    | Akseli Pelvas        | SJK           | 11    |
| 4    | Demba Savage         | HJK           | 11    |